# Старий Унтем
Старий Унте́м (рос. Старый Унтем) — присілок в Кезькому районі Удмуртії, Росія.
Населення — 46 осіб (2010; 84 в 2002).
Національний склад станом на 2002 рік:
- удмурти — 80 %

Урбаноніми:
- вулиці — Західна, Набережна